# Kapchemoiywo
Kapchemoiywo är en ort i distriktet Nandi i provinsen Rift Valley i Kenya. Orten ligger 2-3 kilometer väster om byn Kabirirsang. Kapchemoiywo är födelseplatsen för Wilson Kipketer.